# Distrito de Sheikhpura
Sheikhpura (en bihari; शेखपुरा जिला) es un distrito de India en el estado de Bihar. Código ISO: IN.BR.SP.
Comprende una superficie de 689 km².
El centro administrativo es la ciudad de Sheikhpura.

## Demografía
Según censo 2011 contaba con una población total de 634 927 habitantes.